# Zulema Fuentes-Pila
Zulema Fuentes-Pila Ortiz (Requejada, 25 de mayo de 1977) es una deportista española que compite en atletismo. Su especialidad son los 3.000 metros con obstáculos. Ha sido ganadora en una ocasión de la San Silvestre de Sodupe, al igual que su hermana Iris.
Participó en los Juegos Olímpicos de Pekín de 2008 en la disciplina de 3.000 metros obstáculos, pero no pudo clasificarse para Londres 2012.